# مومیایی پلومو

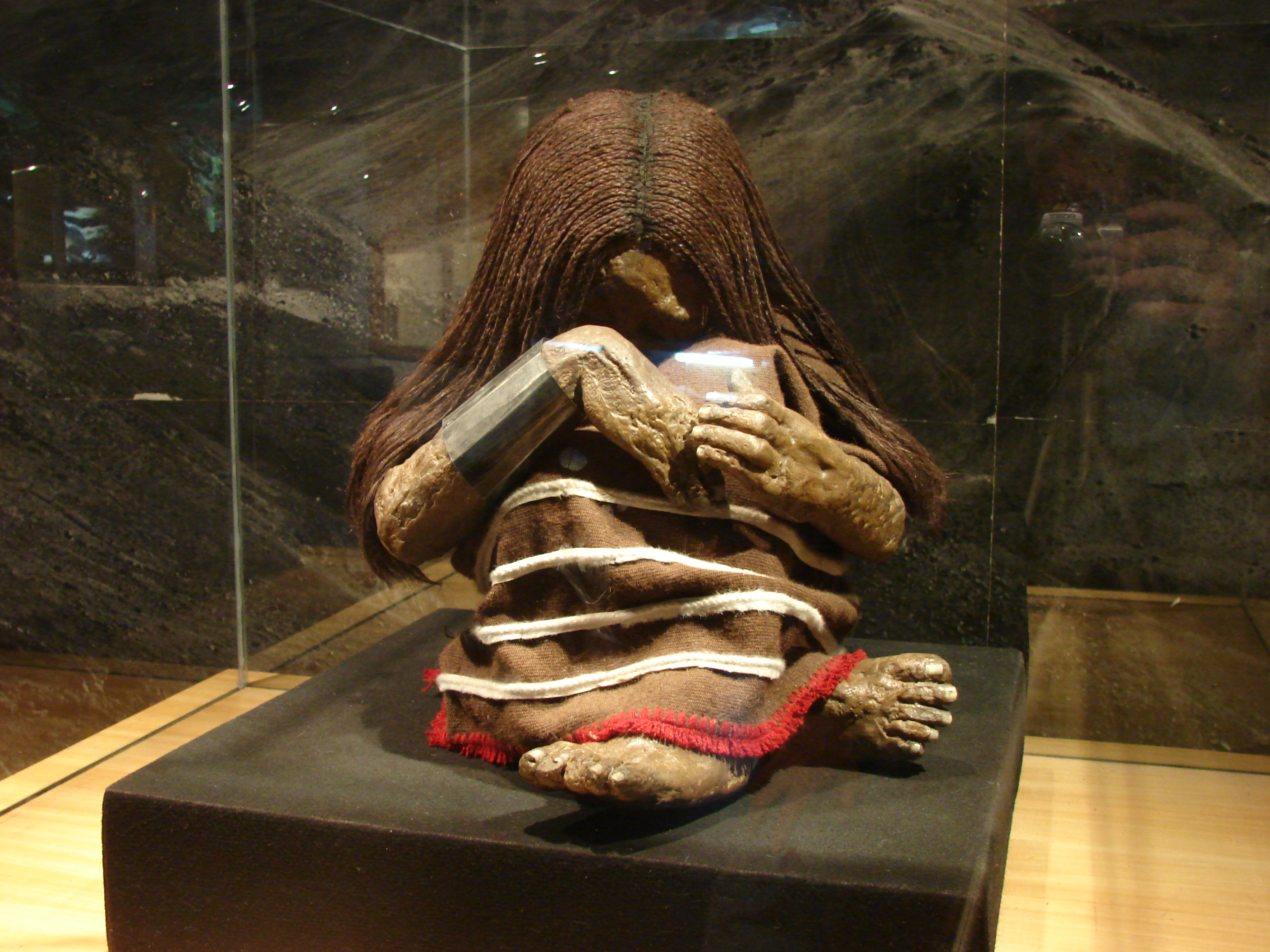
مومیایی پلومو در موزه ملی تاریخ طبیعی شیکاگو در شیلی

مومیایی پلومو (به اسپانیایی: El Polomo) مومیایی کودک اینکایی است که در نزدیکی سانتیاگو، شیلی در سال ۱۹۵۴ میلادی توسط گیلرمو شوکان کاراسکو، خیمه رئوس آبارکا و لوئیس جراردو ریوس بارروتو کشف شد؛  مومیایی پلومو اولین مومیایی یخ زده سالم که براثر قربانی شدن انسان در ارتفاع بلند توسط اینکاها بود عملی که به آن کاپاکوچا می‌گفتند. مومیایی پلومو تا سال ۱۹۸۲ میلادی در موزه ملی تاریخ طبیعی در شیکاگو شیلی در معرض نمایش عمومی بود ولی برای حفظ و نگهداری بهتر از آن ماکت کپی شده از مومیایی اصلی را برای بازدید عمومی قرار دادند.